# Jacob Micflikier
Jacob Micflikier (ur. 11 lipca 1984 w Winnipeg, Manitoba) – kanadyjski hokeista.
Micflikier jest Kanadyjczykiem polskiego i żydowskiego pochodzenia. Jego brat Benji (ur. 1993) także został hokeistą.

## Kariera
- Sioux Falls Stampede (2001-2003)
- University of New Hampshire (2003-2007)
- Springfield Falcons (2007)
- Stockton Thunder (2007-2008)
- Florida Everblades (2008-2009)
- Rochester Americans (2008-2009)
- Albany River Rats (2009-2010)
- Charlotte Checkers (2010-2011)
- Hershey Bears (2011-2012)
- EHC Biel (2012-2013)
- Dynama Mińsk (2013)
- HC Lugano (2013-2014)
- Linköpings HC (2014-2015)
- Luleå HF (2015-2016)
- EHC Biel (2016-2018)
- Fribourg-Gottéron (2018-2019)
- Växjö Lakers (2020)

Występował w amerykańskich ligach NCAA, ECHL, AHL do 2012. Od zawodnik szwajcarskiego klubu Biel w lidze NLA. Od lipca 2013 zawodnik białoruskiego klubu Dynama Mińsk w lidze KHL (wraz z nim do drużyny trafił wówczas inny Kanadyjczyk pochodzący z Winnipeg jego rówieśnik, Derek Meech). Uzyskał gola w pierwszym meczu sezonu KHL (2013/2014). Po jedenastu meczach sezonu KHL (2013/2014) odszedł z klubu, powrócił do Szwajcarii i został zawodnikiem HC Lugano, podpisując dwuletni kontrakt. Od lipca 2014 zawodnik Linköpings HC. Od maja 2015 zawodnik Luleå HF. Od kwietnia 2016 ponownie zawodnik EHC Biel związany dwuletnim kontraktem.  Od października 2018 reprezentował. W styczniu 2020 przeszedł do Växjö Lakers. Po sezonie 2019/2020 odszedł z klubu.

## Sukcesy
Klubowe
- Puchar Spenglera: 2012, 2016 z Team Canada

Indywidualne
- National League A (2012/2013)[17]:
  - Czwarte miejsce w klasyfikacji kanadyjskiej w sezonie zasadniczym: 50 punktów
- Svenska hockeyligan (2014/2015):
  - Drugie miejsce w klasyfikacji strzelców w sezonie zasadniczym: 24 gole[18]
  - Czwarte miejsce w klasyfikacji kanadyjskiej w sezonie zasadniczym: 47 punktów[19]
  - Szóste miejsce w klasyfikacji strzelców w fazie play-off: 5 goli[20]